# Monte Grossu
Le Monte Grossu est une petite éminence (192 m) située sur la commune de Biguglia en Corse. Il surplombe la plaine et l'étang de Biguglia (dont le véritable nom est Chjurlinu) et verrouille le défilé du Lancone. 

## Site archéologique
Le Monte Grossu est un site archéologique important. L'occupation humaine remonte au Néolithique et à l'âge du bronze. Il présente une des premières tentatives d'habitat groupé au Néolithique. Les fouilles ont montré la présence d'obsidienne provenant de Sardaigne. 
D'après les archéologues (Weiss, Lanfranchi), le site abritait un village de 300 cabanes.